# Heino Jürisalu
Heino Jürisalu (født 13. august 1930 i Tartu, død 18. april 1991 i Tallinn, Estland) var en estisk komponist, professor, lærer og pianist.
Jürisalu studerede komposition på Musikkonservatoriet i Tallinn hos Heino Eller, med endt eksamen (1953).
Jürisalu var professor og lærer i komposition og teori på Musikkonservatoriet i Tallinn.
Han har skrevet 2 symfonier, sinfonietta, orkesterværker, en opera, kammermusik, fløjtekoncert etc. 

## Udvalgte værker
- Sinfonietta (1959) - for orkester
- Symfoni nr. 1 "Pastoraalid" (Pastorale sang) (1970) - for orkester
- Symfoni nr. 2 (1975) - for orkester
- Püha Susanna (1983) - opera